# Maximum Risk
Maximum Risk è un film del 1996 diretto da Ringo Lam, con protagonisti Jean-Claude Van Damme e Natasha Henstridge.

## Trama
Alain Moreau è un poliziotto francese ignaro di avere un gemello di nome Mikhail. Quando quest'ultimo viene ucciso dalla mafia russa, il fratello parte per gli Stati Uniti alla ricerca della verità.

## Curiosità
- I critici sono stati attenti a notare che il film mentre per Van Damme è stato uno dei suoi migliori successi, al contrario per Lam è stato una delusione rispetto al suo precedente lavoro.
- Van Damme interpreta la parte di due gemelli (sebbene uno dei due fratelli appaia in poche scene ad inizio film), ed è la seconda volta che accade nella sua carriera: era già successo in Double Impact - La vendetta finale del 1991. Ciò si ripeterà una terza volta in The Replicant del 2001.